# Charles Tennant
Charles Tennant (Laight Corton, 3 maggio 1768 – 1º ottobre 1838) è stato un imprenditore, chimico e magnate scozzese.
Scoprì la polvere di candeggina e fondò a Glasgow un importante agglomerato di industrie chimiche che diede origine a una potente dinastia di industriali.